# Pradolongo (película)
Pradolongo es una película española dirigida por el realizador gallego Ignacio Vilar, que fue estrenada en 2008. Rodada íntegramente en gallego, el rodaje se hizo en la comarca de Valdeorras, provincia de Orense, Galicia. Está protagonizada por Tamara Canosa, Rubén Riós,  Mela Casal y Roberto Puerto.

## Sinopsis

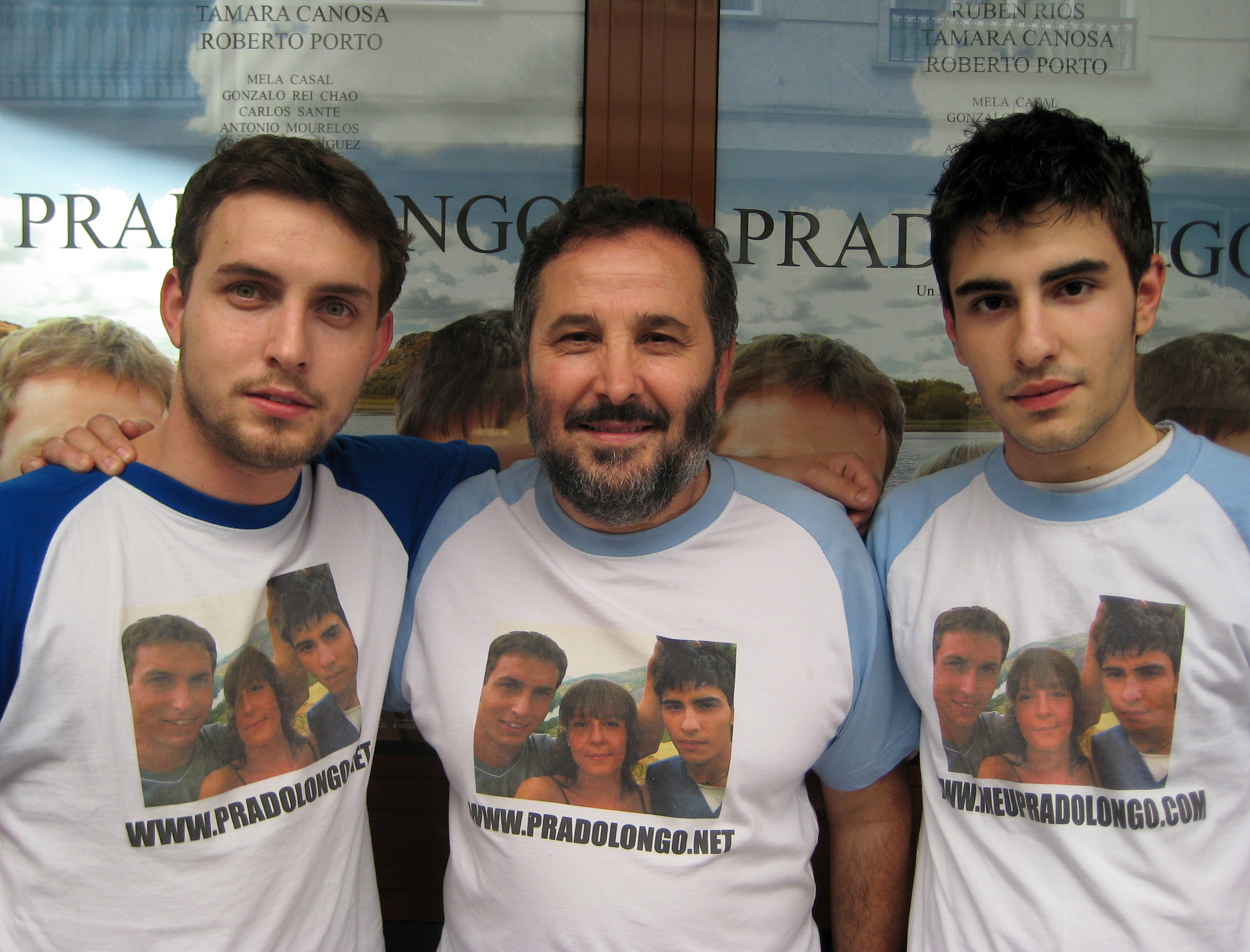
Rubén Riós, Ignacio Vilar y Roberto Porto.

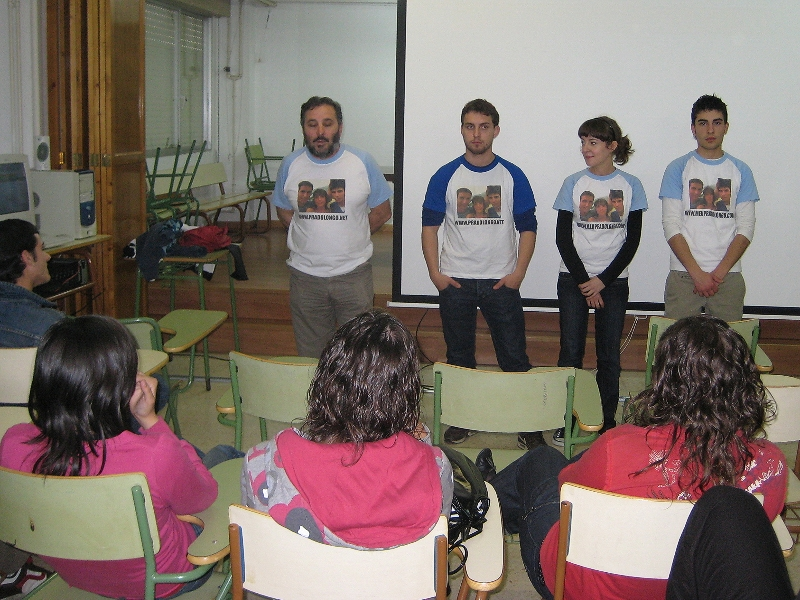
Ignacio Vilar, Rubén Riós, Tamara Canosa y Roberto Porto presentando la película en el I.E.S. Manuel García Barros de La Estrada (Pontevedra).

Pradolongo es la historia de tres amigos de la infancia que ven cómo su amistad se deteriora a raíz de las diferencias de clase y de los conflictos amorosos que surgen en sus vidas. Raquel, Martiño y Armando son tres amigos que acaban de cumplir la mayoría de edad. El verano se presenta como todos los demás, con fiestas, tardes en el río..., pero esta vez nada va a ser igual. El amor que los dos muchachos comienzan a sentir por Raquel y la posible venta, a la pizarrera del padre de Armando, de Pradolongo, un prado de alta montaña perteneciente a la familia de Martiño, los obliga a reconsiderar los sueños y vínculos que los han mantenido unidos desde la infancia. 

## Reparto
Los principales personajes son:
| - Rubén Riós como Martiño - Tamara Canosa como Raquel - Roberto Porto como Armando - Mela Casal como Maruxa - Gonzalo Rei Chao como Xervasio - Carlos Sante como Roi - Antonio Mourelos como Lourenzo - Cristina Rodríguez como Loli - Laura Álvarez como Neves - Belén Constela como Lurdes - Pepo Suevos como Xosé Manuel - Ricardo de Barreiro como Celestino - Fernando Dacosta como Pedro | - Marcos Viéitez como Ramón - Antón Olmos como Pepe - Paulo Serantes como Alfredo - Sheyla Fariña como Carolina - Olaia Salgado como Esmeralda - Diego Tato como Carballo - Manolo Cortés como Xosé Luís - Ferenando Morán como Luís - Isabel del Toro como Natalia - Avelino González como Ovidio - Marián Bañobre como Rosario - Serxio Losada como Lino - Laura Fernández como Adela |

## Recepción
Pradolongo se estrenó en los cines gallegos el 14 de marzo de 2008, con una distribución limitada de 6 copias en salas comerciales, y en el año del estreno tuvo 17.879 espectadores y recaudó € 82.715,80. Su recaudación total desde su estreno asciende a €153.487,30. Con la acogida del público se convirtió en la película gallega más vista hasta la fecha.
Además, salió a la venta con una edición en DVD y Blu Ray, y fue el primer film gallego comercializado en este formato de alta definición.
Por otra parte, se estrenó en la TVG el 31 de marzo de 2009, siendo uno de los filmes con mayor audiencia de la TVG, con 190.000 espectadores y un 20% de audiencia.
El 17 de abril de 2010, se estrenó en las salas Cinemax de Braga, convirtiéndose en el primer filme en gallego estrenado en Portugal.

## Galardones y nominaciones
La música de la película, obra de Zeltia Montes, ganó el premio Jerry Goldsmith a la Mejor Música en Larga Duración en el Film Music Festival - BSOSpirit 2008, y en 2009 fue candidata a los premios Hollywood Music in Media Awards, en la categoría de mejor composición novel. El film recibió en 2008 el IV premio ciudad de San Sebastián  Film  Comission, galardón integrado en la sección  Made  In  Spain del Festival de San Sebastián.
- Premio Ciudad de San Sebastián 2008.  Film  Commission. 56 Edición del Festival de Cine de San Sebastián.[8]
- Premio Especial en la  XIII Edición del Festival de Cine Internacional de Ourense, 2008.[9]
- Premio Jerry  Goldsmith Mejor Banda Sonora y Mejor Composición Novel, Zeltia Montes. IV Congreso Internacional de Música de Cine Ciudad de Úbeda 2008.[10]
- Premio “Director’ s  Choice Gold  Medal fuere  Excellence.  Park  City  Film  Music Festival.  Utah. USA. 2009.[11]
- Premio  Moondance  Atlantis  Award de lana Banda Sonora  Moondance  International  Film Festival de Colorado. (USA). 2009.[12]
- Premio “Hollywood  Music  in Media  Awards",  Pradolongo nominada en la categoría " Best  New  Composer" (Mejor Compositor Novel/ Revelación). Los Ángles USA. 2009.[7]

### Premios Mestre Mateo[13]
| Año  | Categoría             | Receptor                | Resultado |
| ---- | --------------------- | ----------------------- | --------- |
| 2008 | Mejor película        | Ignacio Vilar           | Nominado  |
| 2008 | Mejor Director        | Ignacio Vilar           | Nominado  |
| 2008 | Mejor actriz          | Tamara Canosa           | Ganadora  |
| 2008 | Mejor montaje         | Guillermo Represa       | Nominado  |
| 2008 | mejor música original | Zeltia Montes           | Nominado  |
| 2008 | Mejor fotografía      | Alberto Díaz "Bertirxi" | Nominado  |